# Petrorossia vinula
Petrorossia vinula är en tvåvingeart som beskrevs av Mario Bezzi 1921. Petrorossia vinula ingår i släktet Petrorossia och familjen svävflugor. Inga underarter finns listade i Catalogue of Life.